# Amstel Gold Race Ladies Edition 2024
Das Amstel Gold Race Ladies Edition 2024 war die 10. Austragung dieses Straßenrennens für Frauen. Das Rennen fand am 14. April statt, am selben Tag wie das entsprechende Rennen für Männer, und war Teil der UCI Women’s WorldTour.

## Teilnehmende Mannschaften
| UCI Women's WorldTeams (14)- AG Insurance-Soudal Team - Canyon-SRAM Racing - FDJ-Suez - Fenix-Deceuninck - Human Powered Health - Lidl-Trek - Liv AlUla Jayco - Movistar Team - Roland - Team DSM-Firmenich PostNL - SD Worx-Protime - Team Visma \| Lease a Bike - UAE Team ADQ - Uno-X Mobility UCI Women's Continental Teams (10)- Chevalmeire - Cofidis - EF Education-Cannondale - GT Krush RebelLease - Hess Cycling Team - Lifeplus Wahoo - Lotto Dstny Ladies - Proximus-Cyclis CT - Team Coop-Repsol - VolkerWessels |
| |

## Streckenführung
Die vorgesehene Strecke war bis auf ein etwas modifiziertes Finale identisch zum Vorjahr. Der neutralisierte Start erfolgte auf dem Vrijthof in Maastricht, bevor das Rennen am Stadtrand freigegeben wurde. Die Strecke führte anfänglich Richtung Sittard, dann nach Süden zum Tal der Göhl, wo über Anstiege wie den Eyserbosweg und den Keutenberg nach 80 km Valkenburg erreicht wurde. Nach Erklimmen des Caubergs wurde erstmals die Ziellinie überquert.
Das Finale sollte aus vier Runden eines 18 km langen Parcours über Geulhemmerberg, Bemelerberg und Cauberg bestehen, von denen letztlich nur drei gefahren wurden. In der letzten Runde wurde etwas anders gefahren: Statt den direkten Weg von Gasthuis nach Sibbe zu nehmen, nahmen die Fahrerinnen ein Umweg auf kleineren Straßen über Terblijt und die Mathieu van der Poel Allee. Im Gegensatz zum Männer-Rennen, wo von dort direkt das Ziel angesteuert wurde, fuhren die Frauen nochmals nach Valkenburg bergab und den Cauberg hinauf.

## Rennverlauf und Ergebnis
Nach etwa 50 Kilometern wurde das Rennen gestoppt, da es vor dem Feld einen Unfall zwischen einem Begleitmotorrad der Polizei und einem Auto gegeben hatte. Der Polizist wurde verletzt ins Krankenhaus gebracht. Nach einer Stunde Pause ging es für das Feld weiter, das neutralisiert bis zum Beginn der Schlussrunde fuhr. Aufgrund der Verzögerung wurden nur drei statt der vorgesehenen vier Schlussrunden gefahren.
Auf der drittletzten Passage des Caubergs bildete sich auf Initiative von Elisa Longo Borghini eine Spitzengruppe, der auch Anna Henderson, Amber Kraak, Elise Chabbey und Katarzyna Niewiadoma angehörten. Demi Vollering schaffte mit Verzögerung den Sprung in diese Gruppe und neutralisierte sie damit. Auf der folgenden Passage des Geulhemmerbergs bildete sich eine neue Spitzengruppe aus Eva van Agt, Yara Kastelijn und Ricarda Bauernfeind. Anouska Koster versuchte längere Zeit vergeblich, zu dieser Gruppe aufzuschließen, während ihr das Peloton etwas über eine Minute Vorsprung ließ. Erst sieben Kilometer vor dem Ziel gingen Team SD Worx und Lidl-Trek in die Offensive und brachten das Feld am Fuß des Caubergs wieder heran.
Auf dem Cauberg bildete sich eine Gruppe von 20 Fahrerinnen, die den Sprint angingen. Lorena Wiebes war die stärkste Sprinterin, begann aber viel zu früh zu jubeln und wurde auf der Ziellinie noch von Marianne Vos abgefangen. Ingvild Gåskjenn belegte überraschend den dritten Platz.
| \| Gesamtwertung \| Gesamtwertung \| Gesamtwertung \| Gesamtwertung \| Gesamtwertung \| \| Fahrerin \| Fahrerin \| Land \| Team \| Zeit \| \| ------------- \| -------------------- \| ---------------------- \| -------------------------- \| --------------- \| \| 1. \| Marianne Vos \| Niederlande \| Team Visma \\| Lease a Bike \| 2 h 35 min 02 s \| \| 2. \| Lorena Wiebes \| Niederlande \| SD Worx-Protime \| + 0 s \| \| 3. \| Ingvild Gåskjenn \| Norwegen \| Liv AlUla Jayco \| + 0 s \| \| 4. \| Pfeiffer Georgi \| Vereinigtes Königreich \| Team dsm-firmenich PostNL \| + 0 s \| \| 5. \| Elisa Longo Borghini \| Italien \| Lidl-Trek \| + 0 s \| \| 6. \| Eleonora Gasparrini \| Italien \| UAE Team ADQ \| + 0 s \| \| 7. \| Ashleigh Moolman \| Südarfika \| AG Insurance-Soudal Team \| + 0 s \| \| 8. \| Amber Kraak \| Niederlande \| FDJ-Suez \| + 0 s \| \| 9. \| Yara Kastelijn \| Niederlande \| Fenix-Deceuninck \| + 0 s \| \| 10. \| Soraya Paladin \| Italien \| Canyon-SRAM Racing \| + 0 s \| |                      |                        |                            |                 |
| |                      |                        |                            |                 |
| Quelle: ProCyclingStats |                      |                        |                            |                 |
| Gesamtwertung |                      |                        |                            |                 |
| Fahrerin | Fahrerin             | Land                   | Team                       | Zeit            |
| 1. | Marianne Vos         | Niederlande            | Team Visma \| Lease a Bike | 2 h 35 min 02 s |
| 2. | Lorena Wiebes        | Niederlande            | SD Worx-Protime            | + 0 s           |
| 3. | Ingvild Gåskjenn     | Norwegen               | Liv AlUla Jayco            | + 0 s           |
| 4. | Pfeiffer Georgi      | Vereinigtes Königreich | Team dsm-firmenich PostNL  | + 0 s           |
| 5. | Elisa Longo Borghini | Italien                | Lidl-Trek                  | + 0 s           |
| 6. | Eleonora Gasparrini  | Italien                | UAE Team ADQ               | + 0 s           |
| 7. | Ashleigh Moolman     | Südarfika              | AG Insurance-Soudal Team   | + 0 s           |
| 8. | Amber Kraak          | Niederlande            | FDJ-Suez                   | + 0 s           |
| 9. | Yara Kastelijn       | Niederlande            | Fenix-Deceuninck           | + 0 s           |
| 10. | Soraya Paladin       | Italien                | Canyon-SRAM Racing         | + 0 s           |